# Rogle (Želino)
Rogle (makedonsky: Рогле) je vesnice v Severní Makedonii. Nachází se v opštině Želino v Položském regionu.

## Geografie
Rogle se nachází v oblasti Položská kotlina, na horním toku řeky Suvodolica, na severním svahu hory Suva Gora. Leží v těsné blízkosti obce Novo Selo.

## Historie
Podle záznamů Vasila Kančova zde v roce 1900 žilo 135 albánských muslimů. Vesnice byla po celou nadvládu Osmanské říše sídlem albánských imigrantů.

## Demografie
Podle sčítání lidu z roku 2021 žije ve vesnici 532 obyvatel, etnické skupiny jsou:
- Albánci – 492
- ostatní – 40